# Luigi Liguori
Luigi Liguori (9 gennaio 1839 – 1º maggio 1902) è stato un politico e medico italiano.

## Biografia
Nato nel 1839 dal possidente Francesco Liguori e Rosa d'Auria, esercitò la professione di medico a Salerno.
Eletto più volte al consiglio comunale della città, il 22 luglio 1893, in qualità di assessore anziano, assunse le funzioni di sindaco dopo le dimissioni di Giuseppe Centola. Venne eletto sindaco di Salerno il 1º settembre di quell'anno con venticinque voti, ma la sua elezione non fu ben accolta dall'opinione pubblica e la satira del giornale locale La Frusta fu particolarmente feroce nei suoi confronti. Liguori rassegnò le dimissioni dopo appena un mese di mandato, ma fu convinto a ritirarle e rimase quindi in carica fino al 26 luglio 1895.
Morì il 1º maggio 1902.